# Las sectas protestantes y el espíritu del capitalismo
"Las sectas protestantes y el espíritu del capitalismo" (alemán: Die protestantischen Sekten und der Geist des Kapitalismus) es un ensayo escrito por Max Weber.

## Resumen
El ensayo se basa en las observaciones de Weber de hombres de negocios de  Americanos en 1904, durante un viaje que hizo para visitar a familiares en Ohio y Carolina del Norte, y para realizar una investigación en las bibliotecas de Universidades estadounidenses que tenían afiliaciones protestantes. A pesar de la estricta Separación de Iglesia y Estado en los Estados Unidos, los empresarios nunca dejaron de preguntarse (casualmente) sobre las afiliaciones religiosas de los demás. Weber finalmente se dio cuenta de que esta extraña costumbre (desde un punto de vista europeo) actuaba como una especie de "verificación de crédito".
Esto funcionó por dos razones. Primero, la membresía en una secta protestante era voluntaria (a diferencia de las iglesias patrocinadas por el estado en Europa), y solo aceptaban miembros que habían demostrado un cierto estándar de comportamiento. Cualquier miembro que no se comportara como se esperaba se enfrentaría a la presión de reformarse o perdería su membresía. Por lo tanto, cualquier miembro con buena reputación podía ser de confianza en los negocios (independientemente de la secta a la que perteneciera).
En segundo lugar, las sectas protestantes eran dirigidas por sus miembros, y el pastor era su empleado (a diferencia de las iglesias patrocinadas por el estado, donde el pastor podía ser designado político). Si un pastor se volvía laxo o corrupto, los miembros podían reemplazarlo. Las congregasiones también insistian en que sus pastores deberían predicar ética, en lugar de los puntos más sutiles del dogma religioso (que consideraban menos importante que el comportamiento ético).
A medida que la influencia de la religión disminuyó (particularmente en las ciudades más grandes), esta función fue asumida por las organizaciones de hombres de negocios seculares. Una vez más, estas organizaciones solo aceptaron miembros que demostraron un cierto estándar de comportamiento, y ese estándar fue aplicado por los miembros en lugar de la jerarquía. Los vendedores ambulantes siempre se aseguraban de usar un broche de solapa que indicaba la membresía en una organización u otra, porque sin esa afiliación, la gente no confiaría en ellos. Unirse a una organización así era a menudo una señal de que un inmigrante se estaba asimilando a la cultura estadounidense.
Tanto la versión religiosa como la secular de este fenómeno ya estaban desapareciendo en las grandes ciudades. En su libro  La ética protestante y el espíritu del capitalismo , Weber teorizó que tener un gran número de hombres de negocios con los que se pudiera contar para comportarse éticamente era importante para el crecimiento del Capitalismo, y que esto tuvo sus orígenes en la Reforma Protestante (particularmente en Calvinismo y sus descendientes espirituales), aunque más tarde se había secularizado.

## Ver además
- La ética protestante y el espíritu del capitalismo – estudio de la extensión de un libro sobre un tema relacionado
- Sociología
- Protestantismo
- Capitalismo